# Бет Беґлін
Бет Беґлін (англ. Beth Beglin, 2 квітня 1957) — американська хокеїстка на траві.
Бронзова призерка Олімпійських Ігор 1984 року, учасниця 1988 року.